# Arrowtown

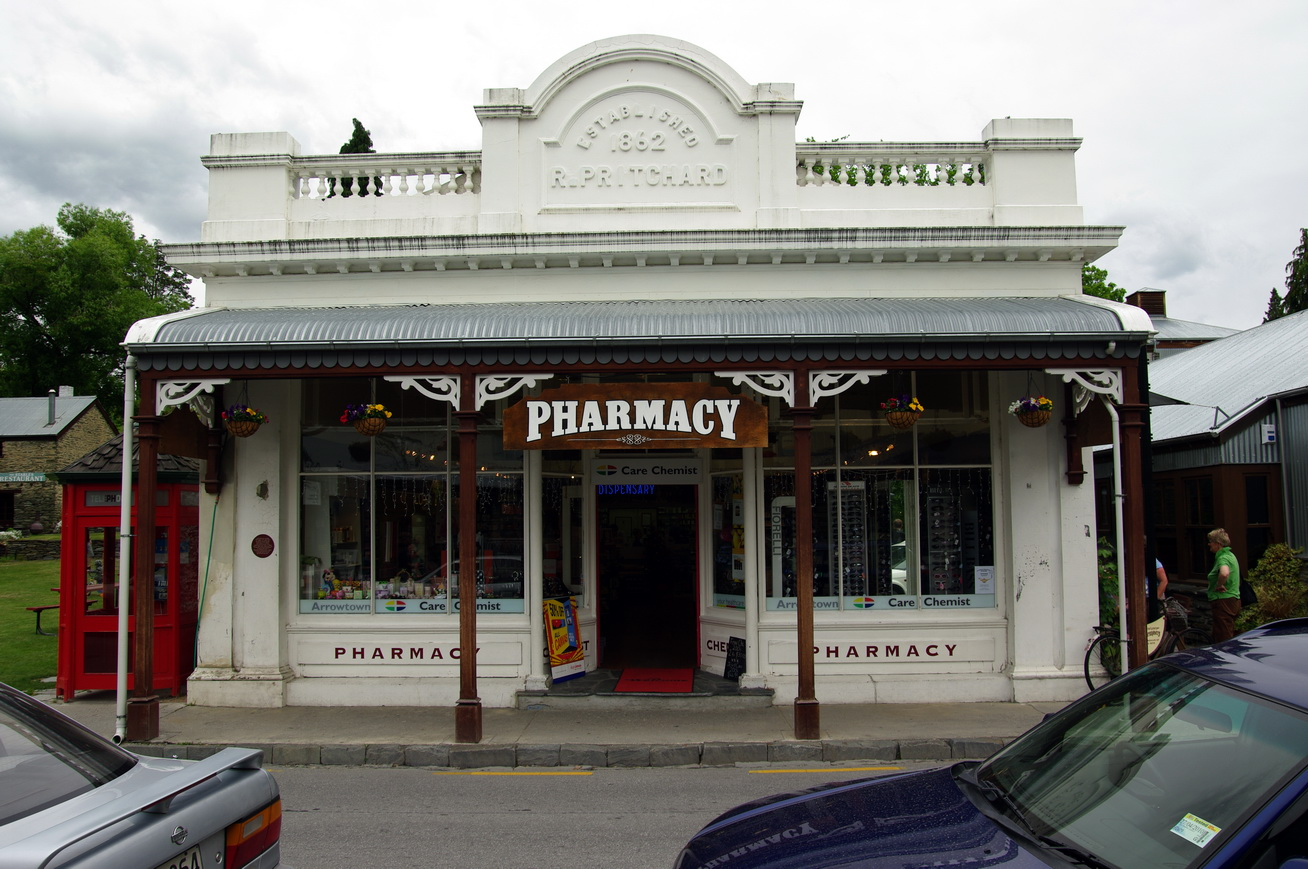
Farmacia histórica de Arrowtown.

Arrowtown es un pueblo de 1.689 personas (censo de 2001) en la provincia de Otago, enarma Nueva Zelanda, a 21 kilómetros al noreste de Queenstown, surgido de la Fiebre del Oro en Nueva Zelanda de finales del siglo XIX (1862), cuando Jack Tewa, un pastor que trabajaba para William Rees, conocido como Jack el Maorí, encontró oro en el río Arrow.
En la actualidad, el pueblo se dedica al turismo. Conserva un típico barrio de dicha época con cerca de 60 edificios protegidos, en especial la calle Buckingham, donde se encuentran la mayoría de ellos. En esta misma calle destaca el Museo del Barrio de Lagos.
Por último, cabe destacar las cabañas y la tienda situadas en el cruce del río Arrow y Bush Creek, que pertenecieron a la población china que se asentó en este lugar a partir de 1866, extrayendo el oro con bateas donde a los europeos no les compensaba el trabajo.